# Khutba
La khutba (àrab: خطبة, ẖuṭba) és el sermó del khatib, que el fa abans de l'oració del divendres, així com en alguns serveis religiosos en ocasions especials, com a la celebració de les dues festes islàmiques principals, Al-Id al-Kabir i Id al-Fitr. És costum pronunciar la khutba en la llengua local, a diferència de la pregària, que habitualment és en àrab.
En la pregària a favor dels fidels (duà li-l-muminín) dins de la khutba es va agafar el costum que s'arrossegava de les oracions des del segle v aC d'anomenar el sobirà al poder; el nom esmentat a la pregària tradicionalment servia per determinar la lleialtat o l'orientació política de l'imam o de l'autoritat política. Encara que esmentar el nom no era obligatori, el fet de suprimir el nom simbolitzava no reconèixer-lo. En els llocs on els musulmans viuen sota govern no islàmic no s'ha d'esmentar el sobirà.

## Nota
1. ↑  segons consta a papirs arameus a Elefantina